# Mesoleptogaster trimaculata
Mesoleptogaster trimaculata là một loài ruồi trong họ Asilidae. Mesoleptogaster trimaculata được Meijere miêu tả năm 1914. Loài này phân bố ở miền Ấn Độ - Mã Lai.